# Reprezentacja Dominikany w piłce siatkowej kobiet

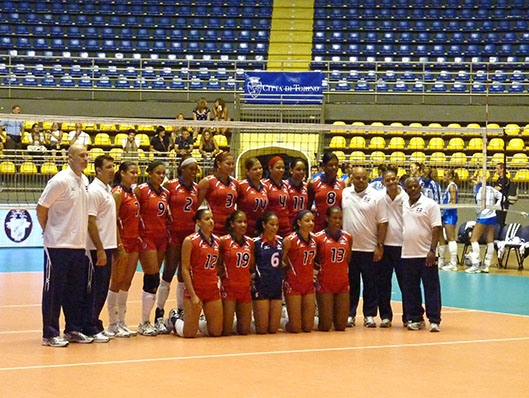
Reprezentacja Dominikany na Piemonte Woman Cup 2010

Reprezentacja Dominikany w piłce siatkowej kobiet – narodowa reprezentacja tego kraju, reprezentująca go na arenie międzynarodowej. Od 2008 roku trenerem reprezentacji jest Marcos Kwiek.

## Skład reprezentacji Dominikany naIgrzyska Olimpijskie 2024[3]
Zawodniczki:
- 1. Cándida Arias
- 3. Lisvel Eve-Castillo
- 5. Brenda Castillo
- 6. Ariana Rodríguez
- 7. Niverka Marte
- 8. Alondra Tapia
- 11. Geraldine González
- 15. Madeline Guillén
- 16. Yonkaira Peña Isabel
- 18. Bethania de la Cruz
- 20. Brayelin Martínez
- 21. Jineiry Martínez
- 23. Gaila González López

## Osiągnięcia
Igrzyska Panamerykańskie:
- 1. miejsce - 2003, 2019, 2023[4]
- 3. miejsce - 2015

Mistrzostwa Ameryki Północnej, Środkowej i Karaibów:
- 1. miejsce - 2009, 2019, 2021, 2023[5]
- 2. miejsce - 2011, 2013, 2015
- 3. miejsce - 1997, 2001, 2003, 2005, 2007

Puchar Panamerykański:
- 1. miejsce - 2008, 2010, 2014, 2016, 2021, 2022
- 2. miejsce - 2002, 2003, 2005, 2009, 2011, 2013, 2015, 2017, 2018, 2019
- 3. miejsce - 2004, 2006, 2007

Puchar Wielkich Mistrzyń:
- 3. miejsce - 2009